# Stazione di Tenjingawa
La stazione di Tenjingawa (天神川駅?, Tenjingawa-eki) è una stazione ferroviaria situata nel quartiere di Minami-ku a Hiroshima, nella prefettura omonima in Giappone. Si trova lungo la linea principale Sanyō e offre anche i servizi della linea Kure. È contigua alla stazione di Hiroshima in direzione est (verso Okayama e Kobe).

## Linee e servizi
JR West
■ Linea principale Sanyō
■ Linea Kure (servizio ferroviario)

## Caratteristiche
La stazione è dotata di due marciapiedi laterali con due binari realizzati in terrapieno utilizzati per il servizio viaggiatori, collegati al livello del terreno da scale fisse e ascensori. La stazione supporta la bigliettazione elettronica ICOCA ed è dotata di tornelli di accesso automatici.
| 1 | ■ Linea principale Sanyō              | per Saijō e Mihara      |
| 1 | ■ Linea Kure                          | per Kure e Hiro         |
| 2 | ■ Linea principale Sanyō ■ Linea Kure | per Hiroshima e Iwakuni |

## Stazioni adiacenti
| «                      | Servizio               | »                      |
| Linea Kure             | Linea Kure             | Linea Kure             |
| Linea principale Sanyō | Linea principale Sanyō | Linea principale Sanyō |
| ---------------------- | ---------------------- | ---------------------- |
| Mukainada              | Locale                 | Hiroshima              |
| Il rapido non ferma    |                        |                        |